# Aalborg Nordkredsen
Aalborg Nordkredsen er fra 2007 en opstillingskreds i Nordjyllands Storkreds, dækkende den del af Aalborg Kommune, der ligger nord for Limfjorden samt en del af Aalborg by syd for fjorden.
Før 1920 var Nørre Sundby-kredsen en valgkreds. Fra 1920 til 1970 var kredsen en opstillingskreds i Aalborg Amtskreds. 1971-2006 var kredsen en opstillingskreds i Nordjyllands Amtskreds.
I 2007 afgav kredsen den tidligere Aabybro Kommune til Brønderslevkredsen, men fik til gengæld en lille del af Aalborg by syd for Limfjorden.

## Før 2007
Den 8. februar 2005 var der 45.542 stemmeberettigede vælgere i kredsen.
Kredsen rummer flg. kommuner og valgsteder::
1. Aabybro Kommune
  1. Aabybro
  2. Biersted
  3. Gjøl
  4. Nørhalne
  5. Vedsted
2. Aalborg Kommune
  1. Gl. Lindholm Skole
  2. Grindstedhallen
  3. Langholthallen
  4. Løvvangskolen
  5. Nr. Uttrup Skole
  6. Skansevejens Skole
  7. Skole- Og Kulturforvaltningen
  8. Sognegården, Sulsted
  9. Sognets Hus, Tylstrup
  10. Vadumhallen
  11. Vestbjerg Kirkecenter
  12. Vodskov Hallen
3. Hals Kommune
  1. Gaaser-Holtet
  2. Gandrup-Ø. Hassing
  3. Hals
  4. Hou
  5. Ulsted
  6. V. Hassing-Stae

## Folketingskandidater pr. 25/11-2018

### Valgkredsens kandidater for de pr. november 2018 opstillingsberettigede partier
| Liste | Parti                       | Kandidat              | Bemærk                                                               |
| ----- | --------------------------- | --------------------- | -------------------------------------------------------------------- |
| A     | Socialdemokratiet           | Orla Hav              |                                                                      |
| B     | Radikale Venstre            | Casper Hedegaard      |                                                                      |
| C     | Det Konservative Folkeparti | Morten Thiessen       | Det er ikke specificeret hvilken Aalborgkreds Thiessen er kandidat i |
| D     | Nye Borgerlige              |                       |                                                                      |
| F     | Socialistisk Folkeparti     | Lene Linnemann        |                                                                      |
| I     | Liberal Alliance            |                       |                                                                      |
| O     | Dansk Folkeparti            | Peter Sørensen        |                                                                      |
| V     | Venstre                     | Preben Bang Henriksen |                                                                      |
| Ø     | Enhedslisten                | Anna Aaen             |                                                                      |
| Å     | Alternativet                |                       |                                                                      |